# Супер Майк XXL
«Супер Майк XXL» (англ. Magic Mike XXL) — американська драмедія 2015 року з елементами мюзиклу, знята режисером Грегорі Джейкобсом як сиквел комедії «Супер Майк» 2012 року. Світова прем'єра фільму відбулася в Лондоні 30 червня 2015 року, в Україні прокат розпочався 2 липня.

## Сюжет
Колишній стриптизер Майкл Лейн уже три роки живе в Тампі спокійним життям власника меблевого бізнесу, коли доля зводить його із колишньою командою «екзотичних танцівників», що прямують до Маямі на конкурс стриптизу. «Супер Майк» вирішує приєднатися до хлопців, аби ще раз спробувати перемогти у змаганнях найкращих запальних танцюристів Америки.

## У ролях
- Ченнінг Тейтум — "Супер Майк"
- Метт Бомер — Кен
- Джо Манганьєлло — "Великий прутень" Річчі
- Кевін Неш — "Тарзан" Ернест
- Адам Родрігес — Тіто
- Габріель Іглесіас — Тобіас
- Енді Макдавелл — Ненсі
- Ембер Герд — Зої
- Джада Пінкетт-Сміт — Рома
- Елізабет Бенкс — Періс
- Дональд Гловер — Андре
- Майкл Страхан — Августус
- Брендон Річардсон — Скорпіон
- Стівен Босс — Малік
- Джейн Макніл — Мей
- Рода Гріффіс — Джулія
- Енн Гамільтон — Даян
- Мері Крафт — Джессіка
- Керрі Енн Гант — Меган Девідсон